# Melanargia punctellata
Melanargia punctellata är en fjärilsart som beskrevs av Cabeau 1925. Melanargia punctellata ingår i släktet Melanargia och familjen praktfjärilar. Inga underarter finns listade i Catalogue of Life.